# ヤニス・マニアティス
ヤニス・マニアティス（Giannis Maniatis，1986年10月12日 - ）は、ギリシャ・リヴァディア出身の元サッカー選手。元ギリシャ代表。現役時代のポジションはディフェンダー。

## 経歴

### クラブ
2004年、パニオニオスFCでプロデビュー。
2011年1月、複数クラブとの争奪戦の末、オリンピアコスFCが獲得。4シーズンに渡って主力を担いキャプテンも務めたが、2015-16シーズン以降は序列が低下。2016年1月1日、出場機会を求めスタンダール・リエージュに買い取りオプション付きのレンタルで移籍した。その後オリンピアコスに復帰するも、2016-17シーズンより就任したパウロ・ベント監督の構想から外れ、1試合も出場しないまま前半戦を終えた。2017年2月、双方合意の上で契約を解除した。
オリンピアコス退団後、アトロミトスFCとシーズンいっぱいの契約を結んだ。
2017年6月29日、トルコのアランヤスポルに加入。
2019年2月8日、パニオニオスFCに復帰した。

### 代表
パニオニオスでの活躍がフェルナンド・サントス監督に評価され、2010年8月11日のセルビア戦で代表初招集を受けた。そして同試合で途中出場しフル代表デビュー。
UEFA EURO 2012では4試合に出場し8強入りに貢献した。2014 FIFAワールドカップにもメンバー入りしたが、初戦のコロンビア戦(0-3敗北)終了後、トレーニング中にゲオルギオス・ツァヴェラスと口論になり、マニアティスは飛行機でアテネに帰ってしまった。
2016年6月7日のオーストラリア戦で代表初ゴール。

## 代表歴

### 出場大会
- ギリシャ代表
  - 2014 FIFAワールドカップ

### 試合数
- 国際Aマッチ 50試合 1得点（2010年-2017年）[10]

| ギリシャ代表 | 国際Aマッチ | 国際Aマッチ |
| 年           | 出場        | 得点        |
| ------------ | ----------- | ----------- |
| 2010         | 2           | 0           |
| 2011         | 4           | 0           |
| 2012         | 12          | 0           |
| 2013         | 9           | 0           |
| 2014         | 11          | 0           |
| 2015         | 0           | 0           |
| 2016         | 8           | 1           |
| 2017         | 4           | 0           |
| 通算         | 50          | 1           |

## タイトル

### クラブ
オリンピアコス
- ギリシャ・スーパーリーグ (6): 2010–11, 2011–12, 2012–13, 2013–14, 2014–15, 2015-16
- キペロ・エラーダス (3) : 2012, 2013, 2015

スタンダール・リエージュ
- ベルギー・カップ: 2015-16